# Список поглощений «Яндекса»
Яндекс — лидер на российском рынке поисковых технологий, предоставляющий также широкий спектр интернет-услуг.

## Поглощения
| №  | Дата поглощения     | Компания                                   | Область деятельности | Страна                                           | Стоимость                                | Где используется | Источники     |
| -- | ------------------- | ------------------------------------------ | --- | ------------------------------------------------ | ---------------------------------------- | --- | ------------- |
| 1  | 23 июня 2000        | dz-online                                  | Интернет-издание о новых технологиях, владевшее платформой «Маркет» — интернет-агрегатором разных торговых площадок                                                                 | Россия                                           |                                          | Яндекс.Гуру | [ 2 ] [ 3 ]   |
| 2  | 27 марта 2007       | Мой Круг                                   | Социальная сеть | Россия                                           | около 1,5 млн долларов                   | Мой Круг | [ 4 ] [ 5 ]   |
| 3  | 30 марта 2007       | ООО «Яндекс.Деньги» (купил долю у PayCash) | Электронная платёжная система | Россия                                           | сумма не разглашается                    | Яндекс.Деньги | [ 6 ]         |
| 4  | 17 апреля 2007      | Смартком                                   | Разработчик программ для мобильных телефонов | Россия                                           |                                          | Мобильное направление «Яндекса» | [ 7 ] [ 8 ]   |
| 5  | февраль-апрель 2008 | Punto Switcher                             | Программа для автоматического переключения между различными раскладками клавиатуры                                                                                                  | Россия                                           |                                          | Punto Switcher | [ 9 ]         |
| 6  | 16 июня 2008        | СМИлинк                                    | Сбор и обработка информации об автомобильных пробках | Россия                                           |                                          | Яндекс.Пробки | [ 10 ] [ 11 ] |
| 7  | 1 июля 2010         | ГИС Технологии                             | Геоинформационная система | Россия                                           |                                          | Яндекс.Карты | [ 12 ] [ 13 ] |
| 8  | 24 декабря 2010     | Вебвизор                                   | Анализ действий посетителей сайта | Россия                                           | 300-500 тысяч долларов                   | Яндекс.Метрика | [ 14 ] [ 15 ] |
| 9  | 21 октября 2008     | Медиа Селлинг                              | Агентство по размещению баннерной рекламы в интернете | Россия                                           |                                          | Яндекс.Директ | [ 16 ]        |
| 10 | 27 января 2011      | Loginza                                    | OpenID 2.0 провайдер учётных записей — сервис, позволяющий обеспечить аутентификацию сайте через учётные записи распространенных порталов и сервисов без дополнительной регистрации | Россия                                           |                                          | | [ 17 ] [ 18 ] |
| 11 | 26 августа 2011     | The Tweeted Times                          | Агрегатор новостей из Твиттер | США                                              |                                          | The Tweeted Times | [ 19 ] [ 20 ] |
| 12 | 28 ноября 2011      | SPB Software                               | Разработка программ для мобильных устройств | Россия                                           | 38 млн долларов                          | Яндекс.Shell, Яндекс.Кит | [ 21 ] [ 22 ] |
| 13 | 18 января 2012      | clck.ru                                    | Сокращение URL | Россия                                           |                                          | clck.ru | [ 23 ] [ 24 ] |
| 14 | 15 октября 2013     | КиноПоиск                                  | Крупнейший русскоязычный ресурс о кино | Россия                                           | 80 млн долларов                          | Сайт kinopoisk.ru продолжает работу. Контент сайта будет интегрирован с поисковыми и рекламными технологиями «Яндекса», а также с другими продуктами компании                                                                                       | [ 25 ] [ 26 ] |
| 15 | 29 января 2014      | MultiShip                                  | Агрегатор логистических сервисов | Россия                                           | несколько млн долларов                   | Полученные у MultiShip технологии пойдут для расчётов сроков стоимости и доставки товаров на «Яндекс.Маркете», команда разработчиков вольётся в Яндекс. Планируется разработка новой платформы для взаимодействия интернет-магазинов и перевозчиков | [ 27 ] [ 28 ] |
| 16 | 18 марта 2014       | KitLocate                                  | Стартап, владеющий технологией сбора геоданных смартфона с низкими энергозатратами                                                                                                  | Израиль                                          | 10,2 млн долларов (4+3,9+2,3)            | Персонализация мобильного поиска и таргетирование рекламы | [ 29 ] [ 30 ] |
| 17 | 16 июня 2014        | Auto.ru                                    | Один из самых популярных российских автомобильных порталов | Россия                                           | 175 млн долларов                         | Существующая команда сервиса продолжит работать над ним, сайт останется по прежнему адресу — auto.ru | [ 31 ] [ 32 ] |
| 18 | 1 сентября 2014     | Any Void                                   | Студия разработки мобильных приложений | Россия                                           | н. д.                                    | Разработка мобильных сервисов Яндекса | [ 33 ]        |
| 19 | 10 сентября 2014    | Adfox                                      | Система управления интернет-рекламой | Россия                                           | 11,3 млн долларов                        | Разработка рекламных решений для крупных ресурсов | [ 35 ] [ 36 ] |
| 20 | 24 сентября 2014    | PriceLabs                                  | Служба для продвижения товаров на Яндекс.Маркете | Россия                                           | около 1 млн долларов                     | Яндекс.Маркет | [ 37 ]        |
| 21 | 30 сентября 2014    | Parascript                                 | Распознавание рукописного и печатного текста | США (купили только 20 человек московского офиса) | несколько млн долларов                   | Поиск по видео и картинкам | [ 38 ] [ 39 ] |
| 22 | 9 декабря 2014      | Метабар                                    | Компания «Метабар» разрабатывает сервис «Советник», помогающий в онлайн-покупках | Россия                                           | несколько млн долларов, но не более пяти | Яндекс.Маркет, Яндекс. Советник | [ 40 ] [ 41 ] |
| 23 | 29 января 2015      | Рос.Такси                                  | Разработка, позволяющая таксопаркам принимать заказы, координировать работу водителей и вести отчётности                                                                            | Россия                                           | 1 млрд рублей                            | Яндекс.Такси | [ 43 ] [ 44 ] |
| 24 | 8 декабря 2015      | «Агнитум»                                  | Разработчик антивирусного программного обеспечения | Россия                                           |                                          | Яндекс.Браузер | [ 45 ] [ 46 ] |
| 25 | 25 декабря 2017     | Foodfox                                    | Сервис доставки еды | Россия                                           | 541 млн рублей                           | Яндекс.Еда | [ 48 ] [ 49 ] |
| 26 | 2 октября 2018      | Едадил                                     | Агрегатор скидок | Россия                                           | 233 млн рублей                           | | [ 51 ]        |
| 27 | 18 ноября 2018      | Партия еды                                 | Сервис доставки наборов для приготовления блюд | Россия                                           |                                          | Яндекс.Шеф | [ 52 ] [ 53 ] |
| 28 | 12 марта 2019       | TheQuestion                                | Сервис вопросов и ответов | Россия                                           | 384 млн рублей                           | Яндекс. Кью | [ 55 ] [ 56 ] |
| 29 | 16 июля 2021        | АО КБ «Акрополь»                           | Банк | Россия                                           | 1,1 млрд рублей                          | Яндекс Банк |               |
| 30 | 18 января 2022      | BandLink                                   | Сервис для размещения смартлинков для музыкантов | Россия                                           |                                          | Яндекс Музыка | [ 57 ] [ 58 ] |
| 31 | 22 августа 2022     | Delivery Club                              | Сервис доставки еды | Россия                                           |                                          | Delivery Club | [ 59 ] [ 60 ] |
| 32 | 27 декабря 2024     | Бери заряд!                                | Сервис аренды пауэрбанков | Россия                                           |                                          | Яндекс Go | [ 61 ] [ 62 ] |
| 33 | 16 апреля 2025      | Boxberry                                   | Служба доставки | Россия                                           |                                          | Яндекс Доставка, Яндекс Маркет | [ 63 ] [ 64 ] |